# Chicago (film, 1927)
Pour les articles homonymes, voir Chicago (film) et Chicago (homonymie).
Pour plus de détails, voir Fiche technique et Distribution.
Chicago est un film de procès américain réalisé par Frank Urson, produit par Cecil B. DeMille et sorti en 1927.
Il s'agit de la première des quatre adaptations cinématographiques de la pièce de théâtre Chicago écrite en 1926 par la journaliste Maurine Dallas Watkins, elle-même inspirée du procès de Beulah May Annan (1899–1928) en 1924 à Chicago. 

## Synopsis
Une femme au foyer, obsédée par la célébrité, fini par assassiner son amant de sang-froid et, après avoir tenté de contraindre son mari à prendre le blâme, est jugée pour meurtre.

## Fiche technique
- Titre : Chicago
- Réalisation : Frank Urson
- Scénario : Lenore J. Coffee d'après une pièce de Maurine Dallas Watkins (1926)
- Photographie : J. Peverell Marley
- Montage : Anne Bauchens
- Producteur : Cecil B. DeMille
- Société de production :  DeMille Pictures Corporation
- Distribution : Pathé Exchange
- Lieu de tournage :  Culver Studios
- Pays de production :  États-Unis
- Langue : anglais
- Genre : Comédie dramatique, film policier
- Durée : 118 minutes (1 h 58)
- Date de sortie :
  - États-Unis : 23 décembre 1927

## Distribution
- Phyllis Haver : Roxie Hart
- Victor Varconi : Amos Hart
- Virginia Bradford : Katie
- Robert Edeson : William Flynn
- Eugene Pallette : Rodney Casley
- Warner Richmond : Assistant du procureur de district
- T. Roy Barnes : Journaliste
- Clarence Burton : Policier
- Julia Faye : Velma
- May Robson : Mme Morton, la matrone
- Robert Brower : Juré